# Región de Landquart
La Región de Landquart es una unidad administrativa del cantón de los Grisones, Suiza. Sustituyó el 1 de enero de 2017 al anterior distrito de Landquart, con el que coincide, salvo por la vieja comuna de Haldenstein, que a su vez fue incorporada a la nueva Región de Plessur. Los dos círculos en los que se subdividía fueron disueltos. 
Comprende las comunas de:
- Trimmis
- Untervaz
- Zizers
- Fläsch
- Jenins
- Maienfeld
- Malans
- Landquart